# Ornithoboea pseudoflexuosa
Ornithoboea pseudoflexuosa är en tvåhjärtbladig växtart som beskrevs av Brian Laurence Burtt. Ornithoboea pseudoflexuosa ingår i släktet Ornithoboea och familjen Gesneriaceae. Inga underarter finns listade i Catalogue of Life.